# 科蒂亚
科蒂亚是巴西圣保罗州的一个市镇。总面积1523平方公里，总人口179685人，人口密度118人/平方公里。